# Xysticus ukrainicus
Xysticus ukrainicus là một loài nhện trong họ Thomisidae.
Loài này thuộc chi Xysticus. Xysticus ukrainicus được miêu tả năm 1968 bởi Utochkin.